# Договор за неразпространение на ядрените оръжия
Договорът за неразпространение на ядрени оръжия (ДНЯО), (на английски: Treaty on the Non-Proliferation of Nuclear Weapons или съкратено NPT) е международен договор за ограничаване на разпространението на ядрени оръжия, ядрени материали, технологии и информация с потенциал за военно приложение. Договорът цели също подкрепа на мирното развитие и употреба на ядрените технологии, а като следваща цел ядрено и пълно разоръжаване. Той влиза в сила на 5 март 1970 г. и към него са се присъединили 189 страни, пет от които са официално признати за ядрени сили: САЩ, Русия, Великобритания, Франция и Китай (те са и петте постоянни членки на Съвета за сигурност на ООН).
Смята се, че четири страни, които не членуват в договора, притежават ядрени оръжия: Индия, Пакистан и Северна Корея открито са тествали ядрени оръжия и са обявили, че притежават такива оръжия, а Израел води двойствена политика спрямо разоръжаването, изразена в собствената ѝ ядрена програма. Северна Корея се присъединява към договора, но го нарушава и през 2003 г. се оттегля от него.
Официално договорът е предложен от СССР, Обединено кралство Великобритания и Северна Ирландия и САЩ, както е записано в документа.
Договорът за неразпространение на ядрените оръжия се състои от преамбюл и единайсет члена. Въпреки че „стълбовата“ концепция не е изразена никъде в самия документ, договорът понякога се разглежда като тристълбова система с имплицитен баланс между стълбовете:
1. неразпространение
2. разоръжаване
3. право на мирно използване на ядрени технологии.

Договорът се преразглежда на всеки 5 години на специални конференции на страните по договора. Отделно в периода между две конференции се провеждат сесии на Подготвителния комитет на конференциите за преразглеждане. Едновременно с това множество събития, организирани от независими институции, експертни групи, изследователски центрове и неправителствени организации по целия свят, предоставят доклади и препоръки, които допълват дейността на Подготвителния комитет.
Въпреки че първоначално договорът е замислен с ограничена продължителност до 25 години, на Конференцията за преразглеждане на Договора за неразпространение на ядрените оръжия, проведена в Ню Йорк, 11 май 1995, подписалите страни приемат с консенсус продължаването му за неограничен период, без условия.
Последната Конференция за преразглеждане е проведена през май 2010.

## Договорни „стълбове“
Обикновено ДНЯО се описва като договор, който има три основни „стълба“: неразпространение, разоръжаване и употреба за мирни цели. Тази „стълбова“ концепция бива подлагана на критики от тези, които считат, че ДНЯО е договор предимно отнасящ се до неразпространението, както и самото му име предполага, и че тристълбовата му интерпретация създава погрешна представа за еднаква значимост на трите елемента.

### Първи стълб: неразпространение
Пет страни са признати от Договора за неразпространение за ядрени сили (ЯС): Китай (подписала 1992), Франция (1992), СССР (1968, след разпадането на СССР, Руската федерация е приемник на правата и задълженията по договора), Великобритания (1968), и САЩ (1968) (от първоначално ратифициралите договора, влязъл в сила 1970 г., само САЩ, Великобритания и СССР са страните, за които официално се знаело, че притежават такива оръжия). Тези пет страни са също петте постоянни членове на Съвета за сигурност на ООН. Всяка от петте ЯС се съгласява „да не предава нито пряко, нито косвено на когото и да било ядрено оръжие или други ядрени взривни устройства, както и контрола над такова оръжие или взривни съоръжения; също така по никакъв начин да не помага, да не поощрява и да не подбужда, която и да е държава, непритежаваща ядрено оръжие, към производство или придобиване по какъвто и да било друг начин на ядрено оръжие или на други ядрени взривни съоръжения или към контрол над такова оръжие или взривни съоръжения“ (Член 1). Всяка от неядрените държави от своя страна „се задължава да не приема нито пряко, нито косвено предаването от когото и да било на ядрено оръжие или на други ядрени взривни съоръжения, както и контрол над такова оръжие или взривни съоръжения, да не произвежда и да не придобива по какъвто и да било друг начин ядрено оръжие или други ядрени взривни съоръжения, както и да не се стреми и да не приема каквато и да е помощ за производството на ядрено оръжие или на други ядрени взривни съоръжения“ (Член 2). Неядрените страни също се съгласяват да приемат предпазните мерки на Международната агенция за атомна енергия (МААЕ) като гаранция, че няма да преобразуват ядрена енергия за мирни цели в ядрени оръжия или други ядрени експлозивни устройства (Член 3).
Петте ядрени сили дават гаранции, че няма да използват ядрените си оръжия срещу неядрена страна по договора, освен в случай на отговор на ядрена атака или конвенционална атака от военен съюз, в който участва ядрена сила. Тези гаранции обаче не залягат формално в договора и конкретните подробности, свързани с тях, варират с времето. САЩ освен това притежават ядрени бойни глави, насочени към Северна Корея – неядрена държава, в периода 1959 г. – 1991 г. Предишният Държавен секретар по отбраната на Обединеното кралство, Джоф Хуун, подчертава възможността страната да използва ядрените си оръжия в отговор на неконвенционална атака от страна на т.нар. ”престъпни дърважи“. През януари 2006 г., президентът на Франция, Жак Ширак, отбелязва, че при случай на държавно спонсориран тероризъм срещу Франция може да предизвика дребномащабен ядрен отговор, целящ унищожаването на властовите центрове на „престъпната“ държава.

### Втори стълб: разоръжаване
Преамбюлът към ДНЯО е написан в стил, утвърждаващ желанието на подписващите договора да намалят международното напрежение и да засилят доверието като създадат условията за спиране на производството на ядрени оръжия и съставяне на договор за пълно разоръжаване, с което да се ликвидират ядрените оръжия и средствата за тяхното пренасяне от националните арсенали.
Текстът на Член 6 от ДНЯО налага твърде неясно задължението на всички подписали страни да се ориентират към ядрено и пълно разоръжаване: „Всяка Страна по Договора се задължава в дух на добра воля да води преговори за ефикасни мерки по прекратяването на надпреварата в ядреното въоръжаване в най-близко бъдеще, както и по ядреното разоръжаване, а също така и по договора за всеобщо и пълно разоръжаване под строг и ефикасен международен контрол.“  По този начин, Член 6 не изисква стриктно от всички подписали да се включат в договор за разоръжаване. По-скоро ги призовава да водят преговори „в дух на добра воля“." Международният съд, в своето Съвещателно мнение за Законност на заплахата или използването на ядрени оръжия от 8 юли 1996 г., отива по-далеч от Член 6 като заявява, че съществува задължение за приключване в дух на добра воля на преговорите, водещи към ядрено разоръжаване във всичките му аспекти под стриктен и ефективен международен контрол.
Някои правителства, особено сред непритежаващите ядрено оръжие, които участват в Движението на необвързаните страни, смятат, че текстът на Член 6 въобще не е неясен. Според тях Член 6 конституира формалното и недвусмислено задължение на признатите ядрени сили за разоръжаване и твърдят, че тези държави са се провалили в изпълнението на това задължение. Някои правителствени делегации към Конференцията за разоръжаване са представили предложения за пълно и универсално разоръжаване, но от тях не е произлязъл договор за разоръжаване. Критици на държавите – ядрени сили твърдят, че, проваляйки се да изпълнят задължението си за ядрено разоръжаване, особено в периода след края на Студената война, ядрените сили са разгневили някои от неядрените страни – членки на ДНЯО. Те добавят, че този провал може да служи като оправдание на неядрените страни за излизане от ДНЯО и развиване на собствен ядрен арсенал.
Други наблюдатели предлагат, че е възможна обратна връзка между разпространението и разоръжаването, че неуспеха на разрешаването на запланите от разпространение на ядрени оръжия в Иран и Северна Корея например ще бъде пречка пред разоръжаването. Тази теза стига до извода, че никоя ядрена сила не би взела под сериозно внимание възможността да елиминира последните си ядрени оръжия без да е напълно уверена, че други страни няма да придобият такива оръжия. Някои дори предполагат, че самият процес на разоръжаване на суперсилите – който е довел до унищожаването на хиляди оръжия и системи за пренос – може да направи притежанието на ядрено оръжия още по-желано с увеличаване на първоначално замисления размер на малък арсенал. Кристофър Форд, Специален представител на САЩ за ДНЯО, предупреждава, че логиката предполага, че с намаляването на броя на ядрените оръжия се увеличаване „маргиналната“ им употреба като инструмент за увеличаване на военната мощ. Доведено до крайност, разоръжаването създава ситуация, в която стратегическото значение на едно или две ядрени оръжия би било огромно.

### Трети стълб: мирно използване на ядрена енергия
Третият стълб позволява трансфера на ядрени технологии и материали към страни по ДНЯО за развитието на мирни ядрени енергийни програми, доколкото те демонстрират, че не използват тези програми за сдобиване с ядрени оръжия.
Тъй като много малко страни с ядрени енергийни програми желаят да се откажат от използването на ядрена енергия, третият стълб на ДНЯО от Член 3 дава възможността за същото на останалите страни, но съобразно условия, поставени с цел да затруднят развитието на ядрени оръжия.
Договорът признава неотменимото право на суверенните страни да използват ядрена енергия за мирни цели, но ограничава това право до упражняването му в съответствие с Член 1 и Член 2 (основните задължения за неразпространение, които конституират „първия стълб“ на договора). След като добре познатителеководни ядрени реактори използват обогатен уран, се предполага възможността страните да произвеждат обогатен уран или да го закупуват на международен пазар. Мохамед ел-Барадей, бивш генерален директор на Международната агенция за атомна енергия, нарича увеличаването на възможностите за обогатяване и преработване „Ахилесовата пета“ на режима за ядреното неразпространение. Тъй като ограниченият достъп до ядрени материали дълго се е считало за най-голяма пречка и „забавящ елемент“ за държава, развиваща ядрени оръжия, политиката на САЩ през 2004 г. силно набляга на предотвратяването на разпространението на технологии за обогатяване на уран и преработване на плутоний – ENR (Enhanced Nutrient Removal). Съществуват притеснения, че страни с такъв капацитет имат възможност да го използват за производството на ядрени материали за оръжия при нужда, т.е. те разполагат с „виртуална“ програма за ядрени оръжия. Степента, до която членките на ДНЯО имат право на използване на ENR технологии въпреки потенциалната опасност от разпространение, е на върха на политическите и правни дебати за значението на Член 4 по отношение на Член 1, 2 и 3 по договора.
Страните, подписали договора като непритежаващи ядрени оръжия и поддържали този статус, се ползват с утвърден имидж на държави, непроизвели ядрени оръжия. Въпреки това, МААЕ посочва Ирак като държава с наказателни санкции, въведени от Съвета за сигурност на ООН, за нарушаване на гаранционните задължения по договора; Северна Корея така и не се съгласява със своите гаранционни задължения по ДНЯО и многократно е обявявана за нарушител, и впоследствие се оттегля от договора и тества множество ядрени устройства; Иран е определен като неспазващ своите гаранционни задължения по необичаен начин с неединодушно решение, защото в много случаи за продължителен период не е докладвал някои аспекти от програмата си за обогатяване; а Либия провежда тайна програма за ядрени оръжия до декември 2003, когато я прекратява. През 1991 Румъния съобщава за необявени от предишния режим ядрени дейности и МААЕ съобщава това нарушение само информативно на Съвета за сигурност. В някои региони това, че всички съседни държави са проверимо непритежаващи ядрени оръжия намалява напрежението, което кара отделни държави да развиват такива оръжия, дори ако съседите имат мирни ядрени програми, които биха могли да са подозрителни. В това отношение договорът работи както е проектиран.
През 2004 г., Мохамед ел-Барадей, тогавашен Генерален директор на МААЕ, казва, че според някои данни, от 35 до 40 държави може би имат потенциала за развитие на ядрени оръжия.

## Ключови членове на договора
Член 1: Всяка Държава – Страна по Договора, притежаваща ядрено оръжие, се задължава да не предава нито пряко, нито косвено на когото и да било ядрено оръжие или други ядрени взривни съоръжения, както и контрола над такова оръжие или взривни съоръжения; също така по никакъв начин да не помага, да не поощрява и да не подбужда, която и да е Държава, непритежаваща ядрено оръжие, към производство или придобиване по какъвто и да било друг начин на ядрено оръжие или на други ядрени взривни съоръжения или към контрол над такова оръжие или взривни съоръжения.
Член 2: Всяка Държава – Страна по Договора, непритежаваща ядрено оръжие, се задължава да не приема нито пряко, нито косвено предаването от когото и да било на ядрено оръжие или на други ядрени взривни съоръжения, както и контрол над такова оръжие или взривни съоръжения, да не произвежда и да не придобива по какъвто и да било друг начин ядрено оръжие или други ядрени взривни съоръжения, както и да не се стреми и да не приема каквато и да е помощ за производството на ядрено оръжие или на други
ядрени взривни съоръжения.
Член 3: Всяка Държава – Страна по Договора, непритежаваща ядрено оръжие, се задължава да приеме гаранциите, така както те са изложени в споразумението, за което ще се водят преговори и което ще бъде сключено с Международната агенция за атомна енергия в съответствие с Устава на Международната агенция за атомна енергия и Системата на гаранции на Агенцията, единствено с цел да се проверява спазването на задълженията, приети от нейна страна в съответствие с настоящия Договор, за да не се допусне отклоняване на ядрена енергия от мирното ѝ използване за производство на ядрено оръжие или на други ядрени съоръжения.
Член 4:
1. Нито едно от положенията на настоящия Договор не следва да се тълкува като засягащо неотменимото право на всички страни по Договора да развиват изследването, производството и използването на ядрената енергия за мирни цели без дискриминация и в съответствие с членове 1 и 2 на настоящия Договор.
2. Всички страни по Договора се задължават да допринасят за възможно най-пълната размяна на оборудване, материали и научно-техническа информация за използването на ядрената енергия за мирни цели и имат право да участват в такава размяна. Онези Страни по Договора, които са в състояние да правят това, сътрудничат също, поотделно или съвместно с други Държави или международни организации, за по-нататъшното развитие на прилагането на ядрената енергия за мирни цели, особено на териториите на Държавите – Страни по Договора, непритежаващи ядрено оръжие, като специално се вземат предвид нуждите на развиващите се страни.
Член 6: Всяка Страна по Договора се задължава в дух на добра воля да води преговори за ефикасни мерки по прекратяването на надпреварата в ядреното въоръжаване в най-близко бъдеще, както и по ядреното разоръжаване, а също така и по договора за всеобщо и пълно разоръжаване под строг и ефикасен международен контрол.
Член 10: Установява правото на оттегляне от договора с тримесечно предизвестие. Също установява и продължителността на действие на договора на 25 години (преди приемането на безсрочно продължаване през 1995 г.).

## История
Причината за създаването на ДНЯО е притеснението за световната сигурност при наличието на много ядрени сили. Осъзнава се фактът, че балансът, поддържан от взаимното възпиране на САЩ и СССР по време на Студената война, е много крехък. Повече актьори, притежаващи ядрени оръжия, означава намаляване на сигурността за всички, увеличаване опасността от неточности, инциденти, неправомерна употреба на оръжия, ескалация на напрежението, ядрен конфликт.
Процесът за създаване на ДНЯО е започнат през 1958 г. от Франк Айкен, ирландски министър на външните работи. Отворен е за подписване през 1968 г., като първата подписала страна е Финландия. Към 1992 г. всички пет дотогава признати ядрени сили са подписали договора и той бива подновен през 1995 (последван от Договор за забрана на опити с ядрено оръжия през 1996 г.). Няколко членки се отказват от ядрените си оръжия или програми за придобиването им. Южна Африка започват ядрена програма за оръжия през 70-те, с предполагаемата помощ на Израел, и вероятно са провели (Инцидентът Вела) ядрен опит в Индийския океан през 1979, но след това се отказват от програмата си и подписват ДНЯО през 1991 след като разрушават малкия си ядрен арсенал. Няколко бивши съветски републики унищожават или пренасочват към Русия ядрените си оръжия, наследени от Съветския съюз.

### Ядреното споделяне САЩ-НАТО
По време на преговорите за договора, в НАТО е имало тайни споразумения за ядрено споделяне, според които САЩ снабдява други страни от организацията с ядрени оръжия. Според някои това е акт на нарушаване на Член 1 и 2 от договора относно разпространението. Обратният аргумент е, че САЩ контролират оръжията в другите страни и че не е планиран трансфер на оръжия или контрол върху тях, освен при вземане на решение за започване на война (в случай на което договорът вече е неефективен), и следователно не е направено нарушение на ДНЯО. Тези спогодби са били разкрити за малка част от държавите, преговарящи по договора, включително СССР, но повечето подписали през 1968 г. не са знаели за споразуменията и интерпретациите им.
Към 2005 г. е изчислено, че САЩ все още снабдява с около 180 тактически Б61 атомни бомби Белгия, Германия, Италия, Холандия и Турция по тези споразумения. Много държави, включително от Движението на необвързаните, твърдят, че това е нарушение на Член 1 и 2, и прилагат дипломатически натиск за да елиминират споразуменията. Според НАТО, техните ядрен сили продължават да играят основна роля за предотвратяването на войни, но сега тя е в основата си политическа. Представители на НАТО също така подчертават, че никога САЩ не е предоставяла на друга страна контрол над ядрените си оръжия, следователно не е имало нарушение на Член 1 (който забранява предаването на когото и да било на „ядрено оръжие или други ядрени взривни съоръжения, както и контрола над такова оръжие или взривни съоръжения“) или Член 2 (който забранява приемането „от когото и да било на ядрено оръжие или на други ядрени взривни съоръжения, както и контрол над такова оръжие или взривни съоръжения“).
Политиката на ядрено споделяне на САЩ е първоначално проектирана да подпомага спирането на разпространението – не на последно място чрез убеждаване на Западна Германия да не развива собствен ядрен потенциал, уверявайки я, че ще има достъп до ядрените оръжия на САЩ, за да се защити в случай на война с Варшавския договор. (Но дотогава оръжията остават под американски контрол.) Стремежът е бил да се ограничи развитието на собствени ядрени програми от останалите страни, като по този начин се цели членките на НАТО да не тръгнат по пътя на разпространението. (Американското разузнаване в продължение на години обсъжда вероятността Западна Германия да развие собствен ядрен капацитет, ако властите в Бон преценят, че не могат да гарантират по друг начин безопасността си от Съветския съюз и неговите съюзници.)

### Индия, Израел и Пакистан
Три държави – Индия, Израел и Пакистан – отказват да подпишат договора. Индия и Пакистан са потвърдени ядрени сили, а Израел води дългогодишна двойствена политика. Тези страни смятат, че договора квалифицира държавите на притежаващи и непритежаващи ядрени оръжия, като ограничава легалното притежаване на такива оръжия до страните, правили опити до 1967 г., но не посочва въз основа на какви етични съображения това разграничение е правилно.
Индия и Пакистан публично са обявили, че притежават ядрени оръжия и са детонирали ядрени устройства в опити. Първа прави това Индия през 1974 г., а Пакистан последва примера ѝ през 1998 г. в отговор на друг индийски ядрен опит. Индия и Пакистан на няколко пъти стигат на ръба на ядрена война, което би било първата употреба на ядрени оръжия след Хирошима и Нагасаки. Смята се, че Индия има достатъчно ядрени материали за производството на над 150 бойни глави. Според бившия главнокомандващ на стратегическите войски, Пакистан притежава между 80 и 120 бойни глави. Индия е една от малкото страни, възприела политика, която отрича използването на ядрени оръжия във война, освен ако не бъде атакувана от противник, използващ ядрени оръжия. През 2007 г. при визитата си в Токио външният министър на Индия, Пранаб Мухерджи, казва, че Индия не е подписала договора не поради липса на ангажираност за неразпространението, а защото счита ДНЯО за дефектен, който не признава нуждата от глобално, недискриминационно утвърждаване и отношение.
Според изтекла сведения, от 1958 г. насам Израел развива ядрена програма в Димона в региона Негев, и много анализатори на неразпространението като Дейвид Олбрайт смятат, че Израел може би притежава между 100 и 200 бойни глави с преработен в Димона плутоний. Израелското правителство отказва да потвърди или отхвърли информацията, че притежава ядрени оръжия, въпреки че това се смята за „публична тайна“ след публикуването на доказателства за програмата в британския Съндей таймс през 1986 г. от израелския ядрен техник Мордехай Вануну – впоследствие отвлечен и осъден за държавна измяна от Израел.
През март 2006 г., Индия и САЩ завършват споразумение, критикувано и в двете страни, предоставяне на Индия на ядрени технологии за мирни цели от САЩ. Според споразумението Индия се задължава да класифицира 14 от 22-те си ядрени централи като предназначени за цивилни нужди и да ги постави под гаранциите на МААЕ. Мохамед ел-Барадей, Генералния директор на МААЕ, посреща с ентусиазъм спогодбата, наричайки Индия „важен партньор на режима на неразпространение“.
Декември 2006 г. Конгресът на САЩ одобрява Актът за мирно атомно енергийно сътрудничество между САЩ и Индия, който беше укрепен по време на визитата на президента Буш в Индия по-рано същата година. То позволява трансфера на ядрени материали за цивилни нужди в Индия. Въпреки своето положение извън ДНЯО, Индия получава правото на такъв трансфер въз основа на чистия си профил по отношение на неразпространението и на необичайно голямата нужда от енергия заради бързата индустриализация и огромното нарастващо население.
На 1 август 2008 г. МААЕ одобрява Гаранционното споразумение с Индия. На 6 септември 2008 г. на среща на Групата на ядрените доставчици във Виена Индия е изключена от забраните за доставки на ядрени материали до страни, неподписали ДНЯО и Договора за забрана на опити с ядрено оръжия, след трудно постигане на консенсус заради опасенията от такова безпрецедентно изключение, изразени от Австрия, Ирландия и Нова Зеландия. А Индия може да започне ядрена търговия с други желаещи страни. Конгресът на САЩ одобрява тази спогодба и президентът я подписва на 8 октомври 2008.
Ръководните принципи на Групата на ядрените доставчици (ГЯД) изключва износ на ядрени материали от всички основни доставчици към Индия и Пакистан с много малки изключения, след като и двете не покрива гаранциите на МААЕ за всички свои ядрени дейности. Опитите на Пакистан да стигне до подобно споразумение биват отхвърлени от САЩ и други членки на ГЯД. Като причина за това се изтъква не само същата неспособност за изпълнение на гаранционните изисквания, но и репутацията на страната по отношение на неразпространението прави невъзможно сключването на каквато и да е ядрена сделка в близко бъдеще.
На 18 септември 2009 Генералната конференция на МААЕ призовава Израел да позволи инспекция на ядрените си съоръжения и да се придържа към ДНЯО като част от резолюция за „Израелския ядрен потенциал, който е приет с крехкото мнозинство от 49 срещу 45 с 16 въздържали се. Израелският представител заявява, че Израел няма да сътрудничи по никакъв начин на тази резолюция.
Към 11 януари 2011 Австралия, страната с най-големите известни запаси и една от трите най-големи производителки, продължава да отказва износ на уран за Индия, защото тя не е подписала ДНЯО, въпреки австралийския дипломатически натиск.

### Северна Корея
Северна Корея ратифицира договора на 12 декември 1985, но дава знак за оттеглянето си на 10 януари 2003 след твърденията на САЩ, че е започнала незаконно ядрена програма за оръжия с обогатен уран, и след спирането на пратките от САЩ на течно гориво съгласно Рамковото споразумение, което разсейва проблемите около въпросите за оръжията с плутоний през 1994 г. Оттеглянето става факт на 10 април 2003, което прави Северна Корея първата държава, оттеглила се от ДНЯО. Тя и преди е обявявала своето оттегляне на 12 март 1993, но преустанови решението си преди да е влязло в сила.
На 10 февруари 2005 Северна Корея публично обявява, че притежава ядрени оръжия, и се изтегля от шестстранните разговори, чиито домакин е Китай в желанието ѝ да намери дипломатическо решение на проблема. В свое изявление Севернокорейския външен министър заявява, че КНДР е направила решителна стъпка с оттеглянето от ДНЯО и произвеждането на ядрени оръжия за самозащита за справяне с политиката на изолация и задушаване на страната от администрацията на Буш. Шестстранните разговори са подновени през юли 2005 г.
На 19 септември 2005 КНДР обявява, че би се съгласила на предварително споразумение. Според него, Северна Корея трябва да унищожи всичките си ядрени оръжия и производствени съоръжения, да поднови членството си в ДНЯО и да допусне инспектори на МААЕ. Проблемният въпрос за замяната на остарелите ѝ ядрени централи с леководни реактори, съгласно рамковото споразумение от 1994 г., е оставен за бъдещи дискусии. На следващия ден Северна Корея препотвърди известната си позиция, че няма да разруши ядрения си ярсенал и да се включи в ДНЯО, докато не бъде снабдена с леководни реактори.
На 2 октомври 2006 г. външният министър на Северна Корея обявява, че занапред страната му смята да извърши ядрен опит, но не споменава кога. На 9 октомври 2006 към 01:35:28 UTC Геологическият топографски институт на САЩ засича сеизмична дейност с магнитуд 4,3 на 70 км северно от Kimchaek, Северна Корея, което сигнализира провеждане на ядрен опит. Малко по-късно правителството на КНДР обявява, че е извършен успешен подземен опит с ядрено устройство.
През 2007 г. в няколко доклади от Вашингтон се споменава, че информацията на ЦРУ от 2002 г. относно развиването на оръжия с обогатен уран в Северна Корея, която довежда до излизането ѝ от ДНЯО, може би е била преувеличена или погрешно тълкувана. От друга страна, отвъд твърденията в пресата – които според някои критици служат за оправдание на неуспеха на САЩ да потвърди прекратяването на ядрената програма на КНДР, срещайки непреклонността на Пхенян – остава информация в публичните доклади, свидетелстваща за съществуването на опити с уран. Освен признанието за съществуване на програма за обогатяване на уран от Първия вицепремиер на Северна Корея, Канг Сок Джу, тогавашния президент на Пакистан, Мушаваф, разкрива, че мрежата за разпространение на Абдул Кадир Хан е снабдявала Северна Корея с газови центрофуги, проектирани за обогатяване на уран. В допълнение, в пресата излизат изказвания на държавни служители на САЩ, говорещи за свидетелства, че Северна Корея е източника на Либийския уранов хексафлуорид (UF6), събрани по време на прекратяването на Либийската програма за ОМП. Ако това е вярно, то Северна Корея трябва да има съоръжения за преобразуване на уран за производство на суров материал за центрофуги за обогатяване.

### Иран
Иран е страна по ДНЯО, но е установено нарушение на гаранционните споразумения и има спорове около ядрената ѝ програма. През ноември 2003 г. главният директор на МААЕ, Мохамед ел-Барадей, докладва, че многократно и в продължение на дълъг период Иран не покрива своите гаранционни задължения и не разкрива програмата си за обогатяване на уран. След две години дипломатически усилия на Европейската тройка и временно прекратяване на иранската програма за обогатяване, Бордът на директорите на МААЕ, действайки съгласно Член XII.C от Устава на МААЕ, постановява с неконсенсусно решение с 12 въздържали се, че Иран нарушава гаранционното споразумение на МААЕ. Това е съобщено на Съвета за сигурност на ООН през 2006, след което СС приема резолюция, с която изисква от Иран да прекрати обогатяването.
Вместо това Иран подновява програмата си.
МААЕ съумява да проверява за неотклонението на известните ядрени материали в Иран и продължава усилията си да потвърди отсъствието на необявени дейности. През февруари 2008 МААЕ съобщава също, че се занимава с проучвания на предполагаемото производство на оръжия въз основа на документи, предоставени от някои страни-членки, които твърдят, че произходът на тези документи е от Иран. Иран отхвърля тези твърдения като неоснователни, да документите – като изфабрикувани. През юни 2009 МААЕ докладва, че Иран не съдейства на агенцията за изясняване на спорните въпроси около вероятността иранската ядрената програма да има военни аспекти.
САЩ заключават, че Иран не спазва мерките за безопасност по Член 3 от ДНЯО, и твърдят въз основа на косвени доказателства, че програмата за обогатяване на Иран цели производството на оръжия, и следователно е нарушено задължението за неразпространение по Член 2. Националната разузнавателна прогноза (НРП) на САЩ от ноември 2007 г. заключава, че Иран е спряла активната си дейност по производство на ядрени оръжия през есента на 2003 г. и към средата на 2007 г. остава спряна. Все пак от крайната преценка на НРП става ясно, че това, което Иран спира през 2003 г. е само оръжейния дизайн, работата по въоръжението и скритото преобразуване и обогатяване на уран, т.е. онези аспекти от ядрената ѝ оръжейна програма, информация за които дотогава все още не е била изтекла в пресата и които не са били разследвани от МААЕ. Програмата за обогатяване на уран в Натанз и продължаващата работа върху реактор с тежка вода в Арак, който би бил идеален за производство на плутоний, започват тайно преди години. Това, заедно с работата по въоръжаване, обсъждана от НРП, и развиване на ядрени оръжия, дава основание на много наблюдатели да се притесняват от продължаващите дейности на Иран за производство на ядрени материали. Най-вече заради това, че ограниченият достъп до ядрени материали отдавна се счита за основна пречка пред напредъка на програмите за ядрено оръжие, прекратяването на работата по въоръжението в Иран може да няма такова голямо значение. Както се изразява Майк МакКонъл, директор на НРП, тази част от работата си, която Иран спира, е следователно най-незначителната от програмата ѝ.
Иран изтъква, че има правото да обогатява уран за мирни цели съгласно ДНЯО и винаги се е съобразявала със задълженията си по договора и с постановленията на МААЕ. Иран също така заявява, че програмата ѝ за обогатяване е част от цивилната ѝ енергийна програма, която е позволена по Член 4. Движението на необвързаните приветства продължаващото съдействие на Иран с МААЕ и потвърждава правото на Иран на цивилна употреба на ядрени технологии. Генералният секретар на ООН, Бан Ки Мун, също приветства продължаващия диалог между Иран и МААЕ и призовава към мирно разрешаване на въпроса.
През април 2010 Вашингтон увеличава усилията си да наложи нови санкции на Иран заради ядрената ѝ програма. Но на това се противопоставят важни азиатски сили като Индия и Китай. Някои изследователски организации – като Канадско Европейски икономически съвет – твърдят, че иранската ядрена криза може да даде тласък на ново състезание във въоръжаването в Азия на предимно идеологическа основа.
След това няколкократно започва и спира обогатяването на уран. Към 2022 година програмата остава в неизвестност поради конфликта в Украйна.

### Южна Африка
Южна Африка е единствената страна, произвела самостоятелно ядрени оръжия и унищожила ги впоследствие – за разлика от бившите съветски републики Украйна, Беларус и Казахстан, които наследяват ядрени оръжия от СССР и също се присъединяват към ДНЯО като неядрени държави.
През дните на апартейд, бялото правителство на Южна Африка изпитва дълбок страх както от бунт на чернокожото население, така и от заплахата на коминузма. Това ги кара да развият тайна ядрена програма като крайно средство за въздържане. Южна Африка има големи запаси на уран. Правителството построява център за ядрени изследвания в Пелиндаба близо до Претория, където уранът бива обогатен до равнище, необходимо при употреба от ядрената електроцентрала в Коеберг, и такова, необходимо за производството на бомби.
През 1991 г., в условията на международен натиск и пред неизбежна смяна на управлението, посланика на Южна Африка в САЩ, Хари Шварц подписва ДНЯО. През 1993 г. тогавашният президент Фредерик Вилем де Клерк открито признава, че страната е развила ограничен ядрен оръжеен капацитет. Впоследствие те са унищожени преди Южна Африка да се присъедини към ДНЯО и страната приема инспектори от МААЕ. През 1994 г. МААЕ завършва работата си там и обявява, че Южна Африка се е освободила напълно от програмата си за ядрени оръжия.

### Либия
Либия подписва и ратифицира ДНЯО и бива проверявана от МААЕ, но започва тайна програма в нарушение на задълженията си по договора, използвайки материали и технологии, доставени от мрежата за разпространение на Абдул Кадир Хан – включително и цели оръжия, за които се предполага, че са проектирани в Китай. Либия започва тайни преговори с Великобритания и САЩ през март 2003 г. са евентуалното елиминиране на програмата и за ОМП. През октомври 2003 г. е разкрита пратка на части за центрофуги с пакистански дизайн към Либия, изпратени от Малайзия, също като част от мрежата на А. Кадир Хан. През декември 2003 г. Либия обявява, че се съгласява да спре всичките си програми за ОМП, и допуска експерти от САЩ, Великобритания и МААЕ за да подпомогнат дейностите и да потвърдят завършването им. САЩ премахва от Либия проектите за ядрени оръжия, газовите центрофуги за обогатяване на уран и друго оборудване, включително прототипи на подобрени балистични ракети СКЪД. (Либийските запаси от химически оръжия и химическите ѝ бомби също са унищожени с международно потвърждение, а Либия влиза в Конвенцията за химически оръжия). Несъобразяването на Либия с мерките за сигурност на МААЕ бива докладвано на Съвета за сигурност на ООН, но не са предприети действия, тъй като се приветства подновеното спазване на мерките по Член 2 от ДНЯО от либийска страна.

## Излизане от Договора
Член X позволява на една държава да се оттегли от договора, ако „тя реши, че свързани със съдържанието на настоящия Договор изключителни обстоятелства поставят под заплаха висшите интереси на нейната страна“, като дава 90-дневно предизвестие, в което се изисква описание на причините за излизане от ДНЯО.
Членките на НАТО твърдят, че в състояние на война между велики сили договорът не може да се прилага, което позволява на държавите да го напуснат без предупреждение. Това е необходим аргумент, за да се оправдае политиката на ядрено споделяне на НАТО, но и проблемен за смисъла на договора. Тази теза е основана на фразата „произтичащата от това необходимост да се положат всички усилия за предотвратяването на опасността от възникване на такава война“ в преамбюла, вмъкната по волята на американските дипломати, като се твърди, че при такива обстоятелства договорът не е успял да изпълни функцията си за възпиране на такава война и не е задължителен. Много държави не приемат този аргумент. Вижте ядреното споделяне САЩ-НАТО по-горе.
Северна Корея вдига много шум като се възползва от тази клауза на договора. Член X.1 изисква само представяне на тримесечно предизвестие, но не позволява на останалите държави да поставят под въпрос интерпретацията на „висшите интереси на нейната страна“. През 1993 г. Северна Корея подава предизвестие за оттегляне. Все пак след 89 дни тя стига до споразумение със САЩ да прекрати ядрената си програма съгласно Рамковото споразумение и да изтегли предизвестието за напускане. През октомври 2002, САЩ обвинява КНДР в нарушаване на споразумението чрез провеждане на тайна програма за обогатяване на уран и спира доставките на тежко гориво по това споразумение. В отговор Северна Корея изгонва инспекторите от МААЕ, блокира оборудването им и на 10 януари 2003 обявява връщането на предизвестието си за напускане, до което твърди, че ѝ остава 1 ден след изтеклите вече 89. Управителният съвет на МААЕ отхвърля тази интерпретация. Повечето страни се застъпват за подновяване на периода за предизвестието и някои се съмняват дали то посреща изискванията на договора за „изключителни обстоятелства“ и „висшите интереси“. Съвместното изявление от 19 септември 2005 г. в края на четвъртия кръг на Шестстранните разговори приканва Северна Корея да се „завърне“ в ДНЯО, признавайки, че тя се е оттеглила от него.

## Скорошни и предстоящи събития
Конференцията за преразглеждане от 2000 г. има за основна цел дефинирането в практически термини на задълженията за разоръжаване на страните с ядрени оръжия, обобщени в т.нар. Тринайсет стъпки.
На 18 юли 2005 г. американският президент Джордж Буш се среща с индийския премиер Манмохан Синг и обявява, че ще работи за промяна на законодателството на САЩ и международното право, за да се позволи търговията на американски ядрени технологии за мирни цели с Индия. Някои, например британският колумнист Джордж Монбио, твърдят, че ядрената сделка между САЩ и Индия, в комбинация с опитите на САЩ да отрече правото на Иран (членка на ДНЯО) на цивилни ядрени технологии, може да разруши режима на неразпространение. Според други обаче, този ход може да позволи по-добро наблюдение над Индия, която не е членка на ДНЯО.
На Седмата конференция за преразглеждане през май 2005 се наблюдава сериозно разминаване между САЩ, която иска конференцията да се съсредоточи върху неразпространението, особено по твърденията срещу Иран, и повечето останали държави, които наблягат на липсата на сериозно разоръжаване от ядрените сили. Движението на необвързаните препотвърждават позицията си за нужда от ядрено разоръжаване.
Конференцията от 2010 г. се провежда през май в Ню Йорк и приема финален документ, включващ кратко изложение от Президента на Конференцията по преразглеждане, посланик Либран Капактулан от Филипините, и План за действие, приет с консенсус.
Международната конференция за ядрена сигурност се провежда на 12 – 13 април 2010 г. Срещата е предложена от Барак Обама в Прага и е замислена да заздрави ДНЯО заедно с Инициативата за защита от разпространението на оръжия за масово унищожаване и Глобалната инициатива за борба с ядрения тероризъм. 47 държави и 3 международни организации взимат участие в Среща Архив на оригинала от 2010-08-28 в Wayback Machine., на която са приети комюнике и работен план.

## Критики и отговори
Някои смятат, че страните с ядрени оръжия не се придържат напълно към задълженията за разоръжаване по Член VI.
САЩ отговаря на критиките към своето разоръжаване като посочва, че след края на Студената война е унищожила над 13 000 ядрени оръжия и над 80% от разгърнатите стратегически бойни глави, както и 90% от нестратегическите, разгърнати в НАТО, с което е унищожила цели категории бойни глави и системи за пренос. Посочва се също продължаващото ускорено ликвидиране на бойни глави, разпоредено от Дж. Буш. Когато бъдат завършено, арсеналът на САЩ ще бъде едва една четвърт от размера си в края на Студената война и по-малък от когато и да е от администрацията на Айзенхауер насам, много преди подписването на ДНЯО. САЩ също така е откупила голямо количество уран, ползван в направата на хиляди съветски оръжия, за преработката му до реакторно гориво. (Вследствие на това усилие е изчислено, че една на всеки десет осветителни крушки в САЩ свети с енергия от ядреното гориво, някога съдържало се в оръжия, насочени срещу САЩ и техните съюзници.) Специалният представител на САЩ за ядрено неразпространение е съгласен, че неразпространението и разоръжаването са свързани, и отбелязва, че могат взаимно да се насърчават, но и че нарастващите рискове от разпространение затрудняват много разоръжаването. Великобритания,Франция и Русия по подобен начин защитават своите резултати от разоръжаването. Петте ядрени сили правят съвместно изявление през 2008 г., в което потвърждават ангажираността си към Член VI за разоръжаването.Както бе казано, същността на задълженията на ядрените сили, ако въобще имат такива, по Член VI от договора биват силно оспорвани.
Няколко дипломатически грами, публикувани от Уикилийкс: "NUCLEAR NONPROLIFERATION TREATY (NPT) BILATERALS" от 6 август 2009, "FRANCE'S POSITION ON NUCLEAR ISSUES IN THE RUN-UP" от 31 юли 2009 и "DOUBTS AND REASSURANCES ABOUT REPLACING BRITAIN'S TRIDENT NUCLEAR DETERRENT" от 24 юли 2009; дават възможност да се надникне в мълчаливите споразумения на Франция, САЩ и Великобритания по отношение на ядрените оръжия, ДНЯО и въпросите за разоръжаването.